# 郑质英
郑质英（1945年4月—2013年1月26日），男，汉族，河北黄骅人，中华人民共和国政治人物。第八届、九届、十届全国政协委员。